# Бруднув-Третій
Бруднув-Третій (пол. Brudnów Trzeci) — село в Польщі, у гміні Далікув Поддембицького повіту Лодзинського воєводства.